# Notoxus somalicus
Notoxus somalicus is een keversoort uit de familie snoerhalskevers (Anthicidae). De wetenschappelijke naam van de soort is voor het eerst geldig gepubliceerd in 1986 door Ronchetti, Colombini & Chelazzi.